# Sahnidih
Sahnidih è una suddivisione dell'India, classificata come census town, di 5.802 abitanti, situata nel distretto di Dhanbad, nello stato federato del Jharkhand. In base al numero di abitanti la città rientra nella classe V (da 5.000 a 9.999 persone).

## Geografia fisica
La città è situata a 23° 47' 03 N e 86° 15' 15 E.

## Società

### Evoluzione demografica
Al censimento del 2001 la popolazione di Sahnidih assommava a 5.802 persone, delle quali 3.165 maschi e 2.637 femmine. I bambini di età inferiore o uguale ai sei anni assommavano a 729, dei quali 381 maschi e 348 femmine. Infine, coloro che erano in grado di saper almeno leggere e scrivere erano 3.561, dei quali 2.256 maschi e 1.305 femmine.